# Paul Aspinwall
Paul Stephen Aspinwall (Inglaterra, 26 de janeiro de 1964) é um físico teórico e matemático britânico, que trabalha com teoria das cordas (incluindo dualidades, simetria especular, D-branas e variedade de Calabi-Yau) e também geometria algébrica.
Aspinwall estudou na Universidade de Oxford com um foco sobre física teórica de partículas elementares. Obteve um grau de bacharel em 1985 e um Ph.D. em 1988, orientado por William Edward Parry. É professor de matemática e física da Universidade Duke em Durham, Carolina do Norte.
Foi palestrante convidado do Congresso Internacional de Matemáticos em Berlim (1998: String theory and duality).

## Publicações selecionadas
- Editor: Dirichlet branes and mirror symmetry, Clay School on Geometry and String Theory, Cambridge 2002, Clay Mathematics Monographs, American Mathematical Society 2009
- com Brian Greene, David Robert Morrison: Calabi-Yau Moduli Space, Mirror Manifolds and Spacetime Topology Change in String Theory. Nucl.Phys. B, vol. 416, 1994, pp. 414-480, Arxiv
- com Brian Greene, David R. Morrison: Spacetime topology change: the physics of Calabi-Yau Moduli Space, in Strings 93, World Scientific 1995, Arxiv
- D-branes on Calabi-Yau-manifolds, TASI Lectures 2003, Arxiv
- Compactification, Geometry and Duality: N=2, TASI Lectures 1999, Arxiv
- K3 surfaces and string duality, TASI Lectures 1996, World Scientific 1997, Arxiv
- Enhanced gauge symmetries and Calabi-Yau threefolds, Phys. Lett. B,  vol. 371, 1996, pp. 231-237, Arxiv
- Enhanced gauge symmetry and K3 surfaces, Phys.Lett. B, vol. 357, 1995, pp.  329-334, Arxiv
- Some relationships between dualities in string theory,  Nucl. Phys. Proc. Suppl. 46, 1996, pp. 30-38, Arxiv
- com David R. Morrison: Topological field theory and rational curves, Commun. Math. Phys., vol. 151, 1993, pp. 245-262, Arxiv
- com Jan Louis: On the ubiquity of K3 fibrations in string duality, Phys. Lett. B 369, 1996, 233-242, Arxiv
- com D. R. Morrison: Point-like instantons on K3 orbifolds, Nucl. Phys. B, vol. 503, 1997, pp. 533-564, Arxiv
- com Brian Greene, D. R. Morrison: Multiple mirror manifolds and topological change in string theory, Phys.Lett. B, vol. 303, 1993, pp. 249-259, Arxiv
- com Mark William Gross: The SO(32) heterotic string on a K3 surface, Phys.Lett. B, vol. 387, 1996, pp. 735-742, Arxiv
- M-Theory Versus F-Theory Pictures of the Heterotic String, Adv. Theor. Math. Phys., 1, 1998, pp. 127-147, Arxiv
- com C. A. Lütken: Quantum algebraic geometry of superstring compactifications, Nuclear Physics B, vol. 355, 1991, pp. 482-510
- The moduli space of N=2 superconformal field theories, in: Gava (ed.), 1994 summer school in high energy physics and cosmology, World Scientific 1995, Arxiv